# Fort Supply
Fort Supply – miasto w Stanach Zjednoczonych, w stanie Oklahoma, hrabstwie Woodward.